# 横瀬和治
横瀬 和治（よこせ かずはる、1945年7月9日 - ）は、日本の教育者。

## 経歴
1945年、東京都八王子市生まれ。
明治学院大学大学院修士・博士課程にて、英語学、応用言語学を修める。専門は外国語教育、バイリンガリズム、バイリテラシー、第二言語習得、言語心理学。
1973年〜1995年
LCS教育研究所（1973年）、（株）ラックス生活分析研究所（1986年）（株）サンプロップ研究所（1989年）ACEロサンゼルス第二言語研究所（1990年）各所長を歴任。日本国内では民間教育機関（外国語学校、予備校、学習塾、学習センター）の研究、企画、開発、運営コンサルティングに携わり米国（カリフォルニア大学、オレゴン大学）、カナダ(トロント大学、ウォータル大学)・オーストラリア(ボンド大学、アジリス外国語学校)にあっては「第二言語習得」理論に基づくリテラシー教育とThe Total Immersion Program の開発実験に従事。
1996年〜
宮城県宮城郡利府町にSLAリサーチ研究所（1996年）を設立し、「機会開発」としての学びというコンセプトの私塾NEOALEXを付設。2001年4月、暁星国際学園に、文部科学省認定「研究開発学校」ヨハネ研究の森コースを設立しその代表を務める。

## 著作
- 『ことばが世界をひらく: 新言語教育学』学而図書、2022年

（一部を担当）
- 丸山茂徳（監修）『3.11本当は何が起こったか:巨大津波と福島原発 科学の最前線を教材にした暁星国際学園 「ヨハネ研究の森コース」 の教育実践』 （「第4章　なぜ自ら学ぼうとする子どもが育つのか」）東信堂、2012年